# Johann Jacob Froberger
Johann Jacob Froberger, född 18 maj 1616 (döpt 19 maj i Stuttgart), död 6 eller 7 maj 1667 på slottet Héricourt vid Montbéliard, var en tysk organist och tonsättare.
Froberger var 1637–1657 hovorganist i Wien och studerade under denna tid, 1637–1651, med kejserligt understöd för Girolamo Frescobaldi i Rom.  Vid sin död var han lärare åt hertiginnan Sibylla av Württemberg. 
Vid sidan av Dietrich Buxtehude var Froberger den mest berömde av 1600-talets tyska organister och tonsättare för orgel. Han var även virtuos på clavicymbalum och utvecklade en ny, mer fri, stil för klavermusiken (jämför med stylus phantasticus). Hans arbeten består i toccator, canzonor, ricercarer, capricer, orgel- och klaversviter med mera. 
Frobergers verk utgavs 1903 i tre band av Guido Adler (i "Denkmäler der Tonkunst in Österreich").

## Utmärkelser
Asteroiden 8583 Froberger är uppkallad efter honom.